# 団塊の秋
『団塊の秋』（だんかいのあき）は2013年に祥伝社より発刊された堺屋太一の近未来小説。

## 概要
この作品は出身大学も勤める職場も異なる「団塊の世代」（生年が1947年から1949年）の男女7人（銀行員、中央省庁官僚、ジャーナリスト、弁護士出身政治家、地方建設会社経営者、メーカー労組幹部、高校教師）の人生を描いた計6話のオムニバス小説。7人はそれぞれの主人公は格安のアメリカ・カナダへの大学卒業旅行をした縁で仲間として数年に一度の会合を開いている。各話の冒頭では様々な日本の経済社会の状況を描いた新聞記事が登場する。
1947年から2028年まで物語の舞台はあるが、執筆されたのは2013年であるため、2014年から2028年までは予測小説となっている。

## 物語
第一話 さまよえる活力
2015年が舞台。
大学卒業旅行同期会で7人中6人が集まり近況を報告する話。
第二話 年金プラス十万円
2017年が舞台。山中幸助が主人公。
少子高齢化で団塊の世代が老齢年金を受給する時代に年金支給削減案が浮上する中で山中は「今の老齢年金に夫婦のどちらか一方が高齢者でも月十万円稼げる適した仕事が老齢年金額引き上げよりも必要」と力説し、話し相手の石田が応じる話。
第三話 孫に会いたい!
2020年が舞台。大久保春枝が主人公。
米国に行ったきり1、2年に1回の頻度で住所のない手紙が来るだけの長女一家や完全保育の託児所普及により家に三度しか訪れていない長男一家により、2人の孫に中々会えない中で三世代で住むことを想定した広い一軒家住宅に住む老夫婦の話。
第四話 孫の進路
2022年が舞台。福島正男が主人公。
44歳にして未婚の長男と卒業後の進路を大学ではなくデザイン専門学校を志望する高校2年生の孫の進路を気にする話。
第五話 養護センターまで二千三百十六歩
2025年が舞台。古田重明が主人公。
明治神宮外苑にいて養護センターへ戻りたいが帰り道がわからない老婆を古田が一緒に歩いて密かに抜け出した養護センターの裏口まで案内したが、後でジャーナリストとして論説してる寄稿先のオーナーである人物が老婆の息子と判明し、認知症を患ってることが判明する話。
第六話 電気守
2028年が舞台。上杉憲三が主人公。
新潟で事業をしている老人が地元新潟で大学卒業旅行同期会を開こうとする話。

## 登場人物
福島 正男
銀行員。1947年生まれ。生まれ故郷は広島県北部の中間山地。
東京大学文科一類への受験で落ち、浪人を経て翌年に東京大学文科二類に変更して合格した。
1971年3月に東京大学経済学部卒業し、4月に三友銀行に就職。
半年間の研修を経て東京都内の支店に配属、1974年4月に都心の大支店に転勤、1980年に広島支店に転勤、1984年に東京に戻り、1986年春にニューヨークに転勤。
1989年末に日本に帰国して調査部海外調査課長、1991年3月に融資部管理第三課長、1996年6月に上海事務所長を歴任。
1998年に日本に帰国し、債権審査役や取締役一歩手前の理事を務めた。
2009年に三友銀行を退職し、4月に三友不動産管理会社常務取締役に就任。三友銀行の退職金で住宅ローンを完済し、残り半分を金利の高い豪ドル建て定期預金に、残り半分を株に投資した。2011年末に三友不動産管理会社を退職。
2012年に投資コンサルト会社常勤顧問。2022年時点で月30万円余りの年金と資産の売却と退職金で買った株式の売却と豪ドル預金の食いつぶしで生活を支えている。
妻は三友銀行の融資先の娘であり有名女子大卒で商事会社に勤務した2歳年下の女性社員で、上司の支店長の紹介もあって1974年8月に知り合って見合い結婚した。子は二男一女。
古田 重明
ジャーナリスト。1947年6月生まれ。生まれ故郷は福岡県南部の小都市。
1966年に早稲田大学政経学部に進学し、一年留年を経て1971年に早稲田大学を卒業。
同年に毎朝新聞に就職し、当初は編集局に回され、1973年4月に奈良支局へ転勤となった。1975年6月に東京に戻り農林省詰め記者クラブ担当記者、1978年はじめに自民党田中派担当記者、1985年4月に政治部デスクを歴任。1987年12月から1991年までニューヨーク支局に赴任。同年4月に政治部に戻ってやがて政治部長の要職に就くも、1991年1月に札幌支社長に就任。1995年4月に東京に戻って編集委員に回される。2012年時点では編集委員だったが、2015年までに毎朝新聞社友と子会社の毎朝出版の顧問という肩書で毎朝系の雑誌や電子版に時たまコラムを書く仕事に就いていた。2015年に毎朝新聞の先輩からの誘いを受けて、高齢者向け雑誌「あれそれ」の編集長に就任して2020年まで務めた。
2028年に「正しい日本を知らせる会」の活動を翻訳家の娘としている。
妻は同い年で京都の大学で美術史を学んだ奈良文化財団女性職員。子は一女。
加藤 清一
厚生官僚。1948年生まれ。
東京大学に入り、学生運動に関わるが、1969年の東大安田講堂事件には冷ややかで同調できず、大企業に就職して独占資本の走狗となるよりも、官僚として政府の内部から日本を変えることを目指すようになる。
1971年3月に東京大学教養学部を卒業し、厚生省の官僚となる。
1979年時点で厚生省で水道建設担当の課長補佐。1985年にはフランス赴任を控えていた。1990年にフランスのパリから帰国。1997年に厚生省薬務課長。2000年に厚生省審議官。2003年7月に厚生省年金局次長。
2015年時点で社会福祉事業施設機器開発協会副理事長、同年6月に退職。同年7月から年金基金整理促進機構関東支部担当理事。
2028年には妻と一緒に高齢者養護施設にいる。
妻は勤務先である厚生省の先輩の令嬢。子は一男。
石田 光治
政治家。1947年から1949年生まれの団塊の世代。
京都大学在学中に司法試験に合格。
司法修習を経て弁護士となると豊田法律事務所に勤め、1991年頃から進歩派弁護士として名を馳せ、法律事務所は次席として住宅ローンの駆け込み寺として注目された。
1990年代から中央政界入りを目指すようになり、衆議院大阪府の選挙区から非自民勢力として立候補して1996年の衆院選と2000年の衆院選で落選するも、2003年の衆院選では比例復活当選する。2005年の郵政選挙では落選、2009年の衆院選では自民党の人気急落の中で「改革の風」に乗って小選挙区で投票総数6割以上を取って圧勝で当選、2012年の衆院選では落選。2016年8月の衆参同日選挙では衆院選に立候補するも次点の次で落選。
2019年夏の参院選では比例区から立候補するも次点で落選。同じ党から2019年参院選の比例区で上位当選した参議院議員が2022年に広島県知事選挙への立候補したことに伴って繰り上げ当選して参議院議員となる。
2025年に雇用流動化法案に提出者として名を連ねて賛成し、石田を含め非自民党か計6人の参議院議員が賛成したことで法案が成立したが、所属政党から除名された。同年に参議院任期満了。
家族は妻と一男一女。政治家を目指したことを長女は賛成したが妻と長男は反対し、妻と長男とは別居となったが、政治家を引退して3年後の2028年に近い将来に一家合流して暮らすことを目指している。
上杉 憲三
地方建設会社経営者。1949年3月15日生まれ。生まれは新潟県の上越の農村。
1965年に父親の意向で慶應義塾高校受験に合格して入学。3年後の1968年に慶応大学経済学部に進学。
1971年に慶応大学を卒業し、建設業をしていた父親の事業を継ぐ修業と人脈作りのために大手商社・三藤商事に就職。不動産部に配属され、千葉県の住宅団地開発プロジェクトで優秀な成績を上げた。1986年6月に三藤商事を退職し、故郷・新潟に戻って父が経営する上杉建設の取締役となり企画部長に就任した。1987年に副社長に就任し、スキー・ブームに乗ったリゾート・マンションの建設分譲と関東進出を視野に入れた東京支社拡充に力を入れた。バブル経済に乗って1991年までに社長となっていたが、バブル崩壊とともに資金繰りが悪化して金策に飛び回るも金融機関からの融資を断られ、資産売却をして将来の事業用に買った土地から次いで建設機材を売って1992年暮れに故郷の新潟支社の建物まで売り払うも、3か月後に二度の不渡りを出して上杉建設は事実上の倒産をした。
1992年末に脳溢血で急死した父親の財産と負債を相続放棄するという形で先祖伝来の家屋敷や農地を失い、2年弱の法廷闘争で税務署と債権人が見逃した軽トラックとそれに積めるだけの家財道具だけ持って、1995年3月15日に妻の実家を通って旧高田市域の木造アパートに引っ越した。
1997年からかつての社員や知人を訪ねて、個人の住宅や商店の改造や倉庫の補修や電線の張り替えなどを受け折り、それぞれの職人や農家の老人を雇って工事をするようになる。当初は携帯電話とトラックだけだったが、年の暮れには直江津の焦点の二階に月5万円の事務所を借り、時給1500円のおばさんを置いた。2003年には市役所の仕事も請け負える資格を得て、資本金1000万円の上杉建設新社を立ち上げた。2008年のリーマン・ショックで経営は厳しくなるも持ちこたえ、地元信用組合の元理事長の依頼を受けて建てた豪邸を東日本大震災の直前にあたる2011年2月に建てたの最後に自然閉業した。
2020年からは遊休農地や廃業ゴルフ場等を借用して太陽光発電のパネルを並べた発電所にして投資家に売却し、発電した電力の売上の1割を標準管理料としてその管理を請け負う上杉発電の代表をしていたが、2023年に代表を長女婿に譲って少なくとも2028年までは相談役として手伝う身となっている。
妻は高田市で医院を営む医師の娘で東京の女子大を出て栄養士資格のある東京の病院女性職員。子は二女。
山中 幸助
大手電機メーカー労働組合幹部。1947年11月生まれ。生まれ故郷は大阪府。
大阪の繊維問屋の息子として生まれ、1960年に兵庫県芦屋の山の手の一戸建て住宅に引っ越した。
東京大学文科一類の受験に失敗し、滑り止め合格していた関西学院大学に入学。1970年の大阪万博でアルバイトをするも、あまりにも熱中しすぎたために一年留年した。
1971年に関西学院大学を卒業し、大阪万博でアルバイトした大手電機メーカー・SS電機に就職。
経営指導や製品への意見を集める仕事や白物家電の生産や出荷の調整する仕事や消費者の声や販売店の意向を聞き取ってより早く生産現場に反映させる仕事を経て、1990年にSS電機労働組合営業部委員に就任。労働組合委員長まで上り詰めるも2005年に労働組合を辞めて営業本部に復帰。2009年にSS電機がパーソナルに吸収合併されると、パーソナルの下請けの運送会社従業員となる。
2012年にはちょっと病気をしていた。
その後は個人タクシーをするも2023年に廃業して無職となり、2028年時点では息子夫婦が経営する飲食店に時々顔を出す程度の生活を送っている。
妻は製品開発研究所の女性社員。子は一男。
大久保 春枝
公立高校教師。1948年6月生まれ。東京都豊島区生まれ。
1967年に東京の四年制女子大学に入学。
1971年3月に大学を卒業し、神奈川県の公立高校国語教師に採用される。同年4月から川崎市の公立高校で、1977年4月から横浜市の有名高校で勤務。横浜市に赴任したのを契機に東京の実家を出て、横浜市内のマンションに引っ越し、N重工業の勤務する男性と最初の結婚をして相模原の家に引っ越すも、夫の不倫が発覚し、横浜市内のマンションへ引っ越す別居を経て1980年に離婚した。また別居中に知り合った男性と市営住宅で同居するようになり再婚。
1981年4月に横浜市緑区の新設高校に転勤。1985年から担任を持つ。
1990年に義父の死で夫が1000万円と高級腕時計と金細工のネックレスを相続し、これまでの貯金や株式ではたいた資金3000万円の頭金でローン6500万円を借りて、横浜市緑区で80坪の宅地で木造二階建て延べ52坪のマイホームを建設した。
1994年に勤める高校が変わり、週休二日制が始まる。2010年に退職した。
2027年2月に脳出血で倒れた夫を自宅療養することになり介護士の手を借りる介護生活を送っている。
再婚した夫は横浜市役所職員。子は一男一女。
結婚と離婚と再婚で姓は斎藤、明智、斎藤、大久保と変化している。

## 加米の会
1971年3月にある旅行会社の募集していたヴァンクーバー・カルガリー・ニューヨーク・サンフランシスコ・ロサンゼルス等を巡る「カナダ・アメリカ十五日間の旅・学生割引」（価格35万6000円）に応じて一緒に海外へ卒業旅行をした最終学年の大学生たち12人（男子学生9人・女子学生3人）だが、初期の目的地到着後に加藤が旅行会社のスケジュールをつまらないと言い出す。旅行会社のスケジュール通りの旅行を希望する男子学生3人を除いた9人（男子学生6人・女子学生3人）が加藤の提案に賛同して飛行機での団体便のみに同乗する以外は、旅行会社の添乗員と交渉して旅行費用から飛行機代での移動を除いた宿泊費と食費を返金される形で独自の旅行費用を工面し、山中が国際運転免許証を所持していることでレンタカー屋2軒を回って2台分のレンタカーを借り、2台中1台には5人乗って1人の運転手は外国での無免許運転を覚悟し、三人が一人部屋で宿泊したり、世界最大の商業施設やストリップバーや同性愛者街や高級ビル群や住宅売り物件への訪問等の旅行会社のスケジュールとは異なる数々の独自行動をとるという冒険旅行を敢行した。
卒業旅行が終わった後も数年に一回の会合「加米の会」を異業種交流として開くことになる。9人のうち女性2人はすぐに会合に出席しなくなるが、残り7人（男性6人・女性1人）は定期的会合に出席して親睦を深めるようになった。